# SMS Lika (cacciatorpediniere 1917)
Il Lika è stato un cacciatorpediniere della k.u.k. Kriegsmarine, appartenente alla classe Tátra ed entrato in servizio verso la fine della prima guerra mondiale. Dopo la conclusione del conflitto passò alla Regia Marina, che lo ribattezzò Cortellazzo e che lo declassò al rango di torpediniera.

## Storia

### Il servizio nella Marina austroungarica
Ordinato nel 1916 dalla k.u.k. Kriegsmarine come Lika, il cacciatorpediniere faceva parte di una classe di quattro cacciatorpediniere (Lika, Triglav, Dukla e Uzsok) ordinate per portare ad otto unità la classe Tatra e rimpiazzare la perdita di due cacciatorpediniere di tale classe. Entrato in servizio nell'estate 1917, il Lika doveva infatti rimpiazzare un'omonima precedente unità, saltata su mine nel 1915 durante la battaglia di Durazzo.
Tra le operazioni belliche cui il Lika prese parte si può citare un inconclusivo scontro nelle acque tra Brindisi e Cattaro, insieme all'esploratore Helgoland e ad altri cinque cacciatorpediniere, con una numerosa formazione navale anglo-franco-italiana (3 incrociatori leggeri, 4 esploratori, 11 cacciatorpediniere) il 19 ottobre 1917, ed un altro combattimento, parimenti privo di risultati di rilievo, il 22 aprile 1918, tra una formazione di cacciatorpediniere austro-ungarici (Csepel, Uskoke, Dukla, Triglav e Lika) e due unità similari britanniche (Hornet e Jackal) nel Canale d'Otranto.

### Il servizio nella Regia Marina
Dopo la conclusione della prima guerra mondiale, l'Italia ottenne, in conto di riparazione dei danni di guerra, la cessione di sette unità della classe Tátra, che furono organizzate nella classe Fasana. 
Incorporato nella Regia Marina nel 1919 ed entrato in servizio l'anno successivo, il Lika ricevette il nuovo nome di Cortellazzo.
Sotto la nuova bandiera la nave ebbe comunque utilizzo piuttosto scarso. Come le unità gemelle, fu adibito principalmente al pattugliamento delle coste libiche ed all'addestramento a Taranto e Venezia.
Nel 1929 il Cortellazzo fu declassato a torpediniera.
Il 1º luglio 1933 andò a formare insieme all'incrociatore Taranto, altra unità di preda bellica (proveniente dalla Marina imperiale tedesca) il Gruppo Navi Scuole Meccanici.
Negli anni trenta l'unità ebbe tra i suoi comandanti i capitani di corvetta Enrico Baroni e Pietro De Cristofaro.
Ultimo della sua classe a essere radiata, nel 1939, il Cortellazzo venne avviata alla demolizione.